# Дутко Ольга Михайлівна
О́льга Миха́йлівна Дутко́ (чеськ. Olga Dutková), у шлюбі Туркиняк (3 липня 1910, Новоселиця, зараз Ужгородський район, Закарпатська область — 5 травня 2004, Прага) — українська освітня, громадська і мистецька діячка, хорова диригентка, композиторка, педагог, музикознавиця, театральна режисерка. Доктор філософії. Керівниця багатьох українських і чеських хорових колективів у Чехії та Словаччині. Лауреатка 1-ї премії Фестивалю слов'янської церковної музики (1991).  

## Біографія
Народилась 3 липня 1910 року у селі Новоселиця (зараз Ужгородський район, Закарпатська область) в родині священника Михайла Дутка. Її батько довгий час був парохом у селі Невицьке неподалік Ужгорода та професором Ужгородської духовної семінарії. Мати Ольги була сестрою Августина Волошина, майбутнього президента Карпатської України. З дитинства Ольга виховувалася в родині Августина та Елеонори Волошиних, в яких не було власних дітей. У батьків, які були великими шанувальниками музики, навчалася гри на скрипці, фортепіано та цимбалах. Згодом відвідувала приватну музичну школу Софії Дністрянської, в якій здобула основи гри на фортепіано та навчалась у Львівському вищому музичному інституті імені М. Лисенка.
Після закінчення учительської семінарії в Ужгороді у 1934 році почала працювати вчителькою початкових класів у школах Закарпаття. Одружилась, народила двох дітей і активно займалась громадською діяльністю. Восени 1938 року переселилася в Хуст. 1939 року, після окупації Карпатської України, заарештована угорською владою як племінниця Августина Волошина та відправлена в табір Шаморин, звідки їй вдалося втекти в Хорватію, потім у Прагу.
1943 року вступила до Празької консерваторії, де вивчала гру на фортепіано (клас професора Вацлава Полівки), диригування (клас професорів Алойза Кліми й Богуслава Шпідри) та композицію (клас професорів Е. Гули й Б. Шпідри). У 1946—1952 роках навчалася на відділах славістики й музикології на філософському факультеті Карлового університету (викладачі Ян Мукаржовський, Зденєк Неєдлі, Йозеф Гуттер, Антонін Сихра). У квітні 1953 року захистила докторську дисертацію «Генеза закарпатоукраїнської пісні» і здобула науковий ступінь доктора філософії.

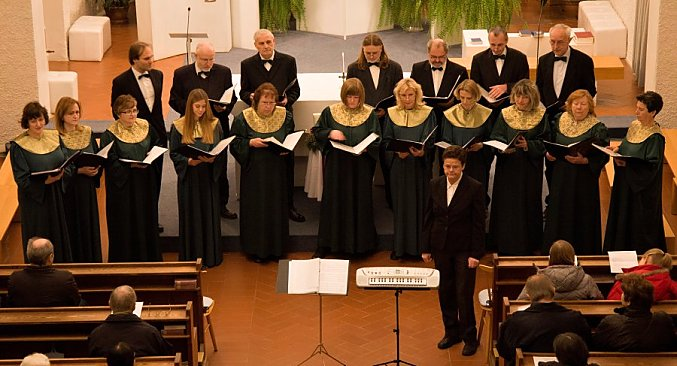
Byzantion (Collegium musicae slavicae) – камерний хор з Праги, заснований Ольгою Дутко

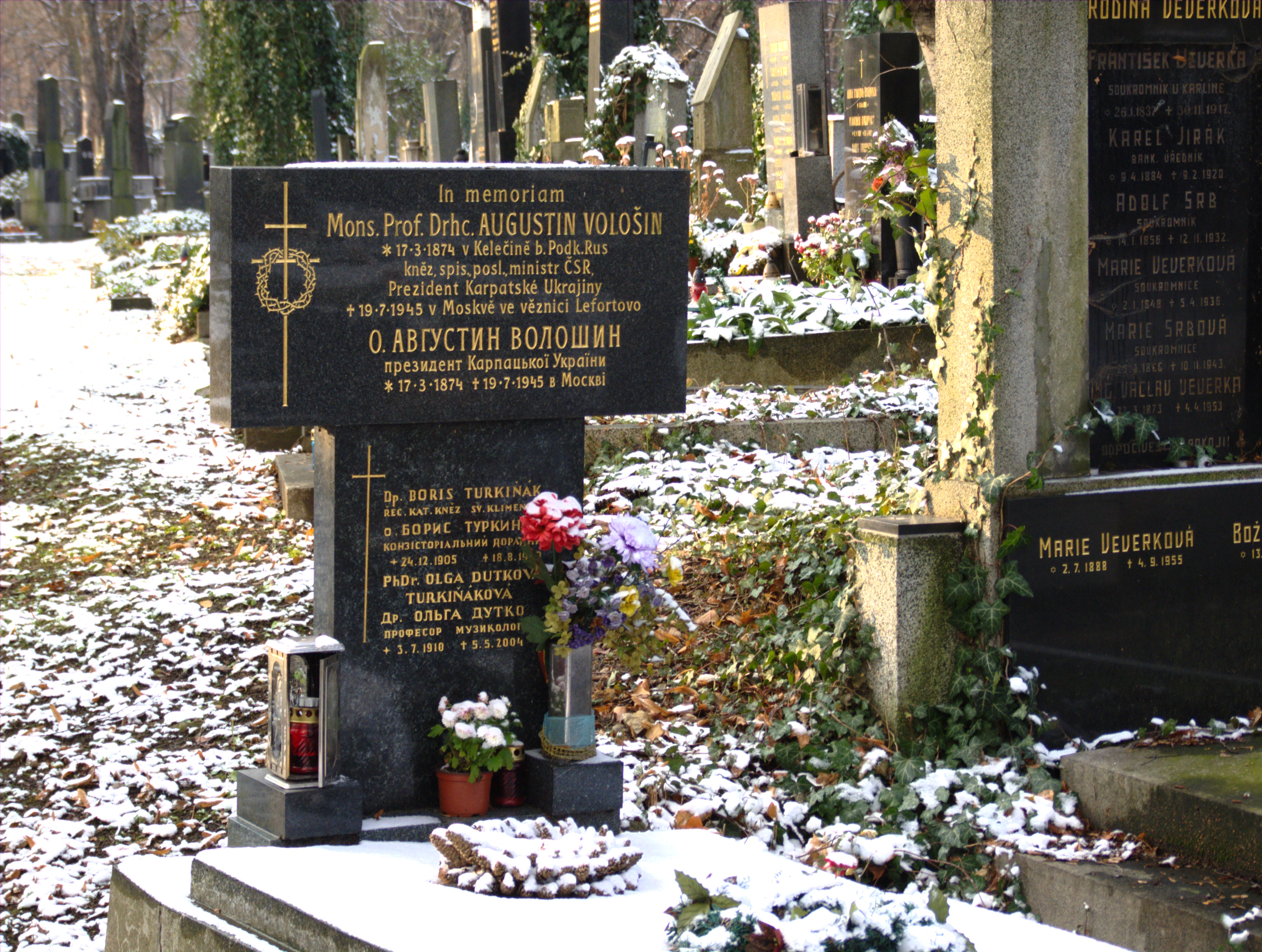
Могила Ольги Дутко, Бориса Туркиняка та кенотаф Августина Волошина на Ольшанському цвинтарі в Празі

По закінченню університету переїхала на Пряшівщину, де очолила Український ансамбль пісні і танцю в  Меджилабірцях та Пряшеві (пізніше він змінив назву на Піддуклянський український народний ансамбль) і стала його першою диригенткою. Через два роки її, як племінницю Августина Волошина і активну громадську діячку, комуністична влада вигнала з Пряшівщини. 
Після повернення в Чехію викладала музику в середніх школах, працювала на Театральному факультеті Празької академії музичних мистецтв (Divadelní fakulta Akademie múzických umění v Praze, DAMU)  і у Празькій консерваторії. 
Керувала кількома хоровими колективами, зокрема Українським хором у Празі (1949—1952, 1956—1958), хором Українського народного театру у Пряшеві. З 1958 по 1964 роки була художньою керівницею та диригенткою камерного ансамблю при Будинку культури в Карлових Варах.
У 1957 році заснувала мішаний камерний хор Collegium musicae slavicae Praga при Слов'янському інституті Чехословацької академії наук у Празі, згодом відомий як Byzantion («Візантіон»), яким керувала до 1996 року. Учасниками хору були професійні співаки та музиканти. Хор виконував старовинну церковну музику візантійського обряду, спочатку церковнослов'янську, відновлену за стародруками в її первісному звучанні, згодом репертуар поширився на грецьку, вірменську та інші культури. Ольга Дутко переробила для хору деякі українські народні пісні та різдвяні колядки з України, Польщі, Угорщини та Швеції. До репертуару хору входять твори Ольги Дутко. Хор успішно виступав у Чехії, Словаччині та у різних європейських країнах. 
У 1969—1971 роках на запрошення Союзу русинів і українців у Хорватії керувала музично-співацькими колективами у Вуковарі, Петровцях та Загребі, з якими підготувала кілька концертів світської і духовної музики. Поставила кілька театральних вистав, зокрема п’єси М. Старицького «Сорочинський ярмарок» та «Наталка Полтавка» І. Котляревського. . 
Написала музику до драматичної поеми «Скам’янілі серця» Василя Ґренджі-Донського (1970), яку поставив Самодіяльний український театр імені Тараса Шевченка у Братиславі.
Ольга Дутко вела активну громадську діяльність. Після Празької весни 1968 року разом зі своїм чоловіком о. Борисом Туркиняком долучилися до акцій відновлення діяльності Греко-католицької церкви. Після Оксамитової революції 1989 року багато зусиль доклала до реабілітації її дядька Августина Волошина, замученого більшовиками у 1945 році в московській тюрмі. Як єдина законна спадкоємиця Волошина, хотіла повернути його празьку оселю, конфісковану комуністичною владою, і передати її Посольству України в Празі. На жаль, судові позови, в тому числі до Міжнародного суду в Страсбурзі, були безуспішними.
Ольга Дутко померла в Празі 5 травня 2004 року і була похована 10 травня на православній ділянці Ольшанського цвинтаря у спільній могилі з чоловіком Борисом Туркиняком та символічній могилі її дядька Августина Волошина (1874—1945), президента Карпатської України, справжнє місце поховання якого невідоме. 